# Vrémia
Vrémia (rus: Вре́мя, lit. El temps) és el principal noticiari del vespre a Rússia, que s'emet a Pervi Kanal (rus: Первый канал, Pervy kanal) i anteriorment al Programa 1 de la Televisió Central Soviètica (TsT SSSR, rus: Центральное телевидение СССР, ЦТ СССР). El programa s'emet des de l'1 de gener de 1968 (no hi va haver cap transmissió entre l'agost de 1991 i el desembre de 1994) i s'ha emès en color des de 1974.
En l'època soviètica de Vrémia, el programa tenia un biaix a favor del govern i típicament no s'informaven notícies que potencialment podien provocar un sentiment contrari al govern. El programa feia reportatges que promovien el socialisme i representaven l'Occident de forma negativa. La redacció estava lligada al Politburó. Aquesta situació va canviar després de la glàsnost, quan es va introduir un director de notícies a més de la font de les notícies provinents de fonts oficials. Això va fer que la TsT SSSR informés acuradament el col·lapse dels països satèl·lit comunistes de la Unió Soviètica a Europa de l'Est el 1989. Això també va fer que Vrémia es mostrés crítica i no censurada, desencadenant les protestes que va accelerar el final de la Unió Soviètica.
Vrémia es realitza en tres edicions diàries, transmeses a Moscou a les 13:00, 17:00 i 21:00 hores local (= UTC+3), les últimes de les quals han estat la principal edició del programa des dels seus inicis l'any 1968. A causa de la gran mida del país (que inclou fins a onze zones horàries), les edicions deVrémia també es televisen (o bé en directe o bé en diferit) a l'hora de Moscou més dues, quatre, sis i vuit hores, segons la localitat.